# Alonsoa albiflora
Alonsoa albiflora là một loài thực vật có hoa trong họ Huyền sâm. Loài này được G.Nicholson mô tả khoa học đầu tiên năm 1884.